# Zoran Ubavič
Zoran Ubavič, slovenski nogometaš, * 28. oktober 1965, † 21. november 2015.
Ubavič je celotno kariero igral v slovenski ligi za klube Olimpija, Gorica, Vevče in Ljubljana. Skupno je v prvi slovenski ligi odigral 149 prvenstvenih tekem in dosegel 82 golov, v prvi odigrani sezoni prve slovenske lige 1991/92 je bil najboljši strelec z 29-imi goli. Po petletnem premoru je leta 2005 ponovno zaigral in novi Olimpiji pomagal pri preboju iz pete do druge slovenske lige v prvih treh sezonah, sam je dosegel 43 golov na 41-ih prvenstvenih tekmah in bil dvakrat najboljši klubski strelec. 
Za slovensko reprezentanco je 3. junija 1992 odigral prijateljsko tekmo proti estonski reprezentanci.
Še pred 50. letom starosti je zbolel za demenco, zaradi česar je bil na koncu popolnoma odvisen od oskrbe. Umrl je konec leta 2015.